# Багамские Острова на летних Олимпийских играх 1996
Багамские Острова принимали участие в Летних Олимпийских играх 1996 года в Атланте (США) в одиннадцатый раз за свою историю, и завоевали одну серебряную медаль. Сборную страны представляло 26 спортсменов, в том числе 7 женщин.

## Серебро
- Лёгкая атлетика, женщины, 4х100 метров, эстафета — Элдис Кларк-Льюис, Чандра Старрап, Сиватеда Файнс и Полин Дэвис-Томпсон.